# Joan Ramon Bonet
Pour les articles homonymes, voir Bonet.
Joan Ramon Bonet i Verdaguer, né à Palma de Majorque le 13 janvier 1944, est un musicien et photographe majorquin de langue catalane.
Il est l'un des grandes personnalités de la Nova Cançó.

## Biographie
Fils du journaliste et écrivain Joan Bonet, il est l'un des membres du groupe artistique Els Setze Jutges, avec sa sœur Maria de la Mer Bonet.
Sa carrière musicale se déroule principalement entre 1963 et 1967, restant fidèle à la République malgré la dictature franquiste. Plus tard, il abandonne la musique pour se consacrer à la photographie.
En 1997, exceptionnellement, il participe au concert El cor du temps avec sa sœur et d'autres personnalités comme Joan Manuel Serrat, au Palau Sant Jordi de Montjuïc, à Barcelone, en hommage à la Nova Cançó.
En 2007, il reçoit la Médaille d'Honneur du Parlement de Catalogne pour l'ensemble de sa carrière.

## Discographie
- El vent em du (1965)[7]
- Alça la cara (1966)[8]
- Ne serem moguts (1967)[9]